# Herbita igniplaga
Herbita igniplaga là một loài bướm đêm trong họ Geometridae.